# Rius (Alta Garona)
Rieux-Volvestre (en occità Rius) és un municipi francès, situat a la regió administrativa d'Occitània, departament de l'Alta Garona.Històricament pertany al Parçan occità  del Volvestre.